# Eubelum novum
Eubelum novum är en kräftdjursart som beskrevs av Arcangeli 1950. Eubelum novum ingår i släktet Eubelum och familjen Eubelidae. Inga underarter finns listade i Catalogue of Life.